# 蔡宜芳 (植物学家)
蔡宜芳（1961年—）是一位台湾植物学家，主攻植物分子生物学。

## 生平
毕业于臺北市立第一女子高級中學，1983年获得臺灣大學植物学系学士学位，1985年获得臺灣大學植物研究所硕士学位，1990年获得卡內基美隆大學博士学位。之后进入加州大學聖地牙哥分校进行博士后工作。1994年加入中央研究院分子生物研究所担任特聘研究员。

## 荣誉
- 2015年榮獲伊朗花喇子模國際科學獎[5]
- 2018年榮獲第11屆「臺灣傑出女科學家獎」最高榮譽「傑出獎」[6][7][8]
- 2021年当选美国国家科学院外籍院士。[2][9]
- 2024年当选中央研究院院士。[10]
- 2024年榮獲世界科學院TWAS生物科學獎[11]